# Michihiro Ozawa
Michihiro Ozawa (født 25. december 1932) er en japansk fodboldspiller.

## Japans fodboldlandshold
| Japans landshold | Japans landshold | Japans landshold |
| År               | Kmp              | Mål              |
| ---------------- | ---------------- | ---------------- |
| 1956             | 3                | 0                |
| 1957             | 0                | 0                |
| 1958             | 4                | 0                |
| 1959             | 9                | 0                |
| 1960             | 1                | 0                |
| 1961             | 6                | 0                |
| 1962             | 7                | 0                |
| 1963             | 5                | 0                |
| 1964             | 1                | 0                |
| Total            | 36               | 0                |